# Muzeum w Jarosławiu Kamienica Orsettich
Muzeum w Jarosławiu Kamienica Orsettich – samorządowa instytucja kultury powiatu jarosławskiego powołana w 1925 roku. Muzeum mieści się w renesansowej kamienicy Orsettich – jednym z zabytków architektury mieszczańskiej w Jarosławiu.

## Historia
Muzeum miejskie w Jarosławiu zostało powołane 13 grudnia 1925 roku na uroczystym posiedzeniu Zarządu Miasta z okazji 550. rocznicy lokacji miasta na prawie magdeburskim. Instytucja należy do najstarszych regionalnych muzeów w Polsce. Pierwsze sale wystawowe urządzono w specjalnie przystosowanych salach na II piętrze jarosławskiego ratusza. 3 maja 1938 roku otwarto nową ekspozycję przeniesioną do pobliskiej kamienicy Attavantich. Od 1945 roku siedzibą Muzeum jest kamienica Orsettich. Instytucja posiada jeden oddział zamiejscowy – Muzeum Dzieduszyckich w Zarzeczu, mieszczące się na I piętrze dawnego pałacu Morskich i Dzieduszyckich.

## Zbiory
Podstawowym zadaniem Muzeum jest gromadzenie, przechowywanie, opracowywanie i konserwacja zabytków sztuki i kultury związanych z historią Jarosławia oraz okolic. W zbiorach jednostki można wyróżnić następujące działy tematyczne:
- archeologia
- paleontologia
- archiwalia
- etnografia
- fotografia
- meble
- militaria
- numizmatyka
- rzemiosło
- sztuka
- zbiory biblioteczne.

Jedynym z najcenniejszych zabytków w zbiorach Muzeum w Jarosławiu Kamienica Orsettich jest słynąca łaskami ikona Matki Boskiej Jarosławskiej, zwana Bramą Miłosierdzia, pochodzący z Cerkwi Przemienienia Pańskiego w Jarosławiu. W latach 90. XX wieku ikona powróciła do świątyni jako bezterminowy depozyt.

## Wystawy stałe
Ekspozycję stałą muzeum otwiera wystawa poświęcona najstarszym dziejom okolic Jarosławia - od epoki lodowcowej (ok. 20 tysięcy lat temu) aż do późnego średniowiecza. Kolejna ekspozycja opowiada o okresie największej świetności miasta w XVI i XVII wieku. Dalsza część wystaw stałych obejmuje stylizowane wnętrza mieszczańskie od XVII do początku XX wieku, w które wkomponowano muzealia i pamiątki ilustrujące przeszłość regionu. Na parterze znajduje się Wielka Izba – dawne pomieszczenie reprezentacyjne, z zachowaną oryginalną, XVII-wieczną posadzką ze szkliwionych cegieł – tzw. olstrychu – oraz strop z belek modrzewiowych. Jest też portal z okresu renesansu o cechach ormiańskich, przeniesiony do Muzeum z kamienicy przy ulicy Grodzkiej 3 w Jarosławiu. Na I piętrze budynku można oglądać pomieszczenia od 1. połowy XIX wieku (salonik w stylu biedermeier) do początku XX stulecia (salonik secesyjny).

## Dyrektorzy
- Jan Harlender (1925-1939)
- dr Kazimierz Gottfried (1939-1969)
- Leszek Smoczkiewicz (1969-1973)
- Łucja Franciszka Turczak (1973-1986)
- Krystyna Kieferling (1986-1990)
- Joanna Kociuba (1990-2001)
- Paweł Kozioł (2001-2002)
- Jarosław Orłowski (2002-2017)
- Łukasz Zagrobelny (2018-2022[9])
- Konrad Sawiński (od 2022)[10][11].

## Galeria

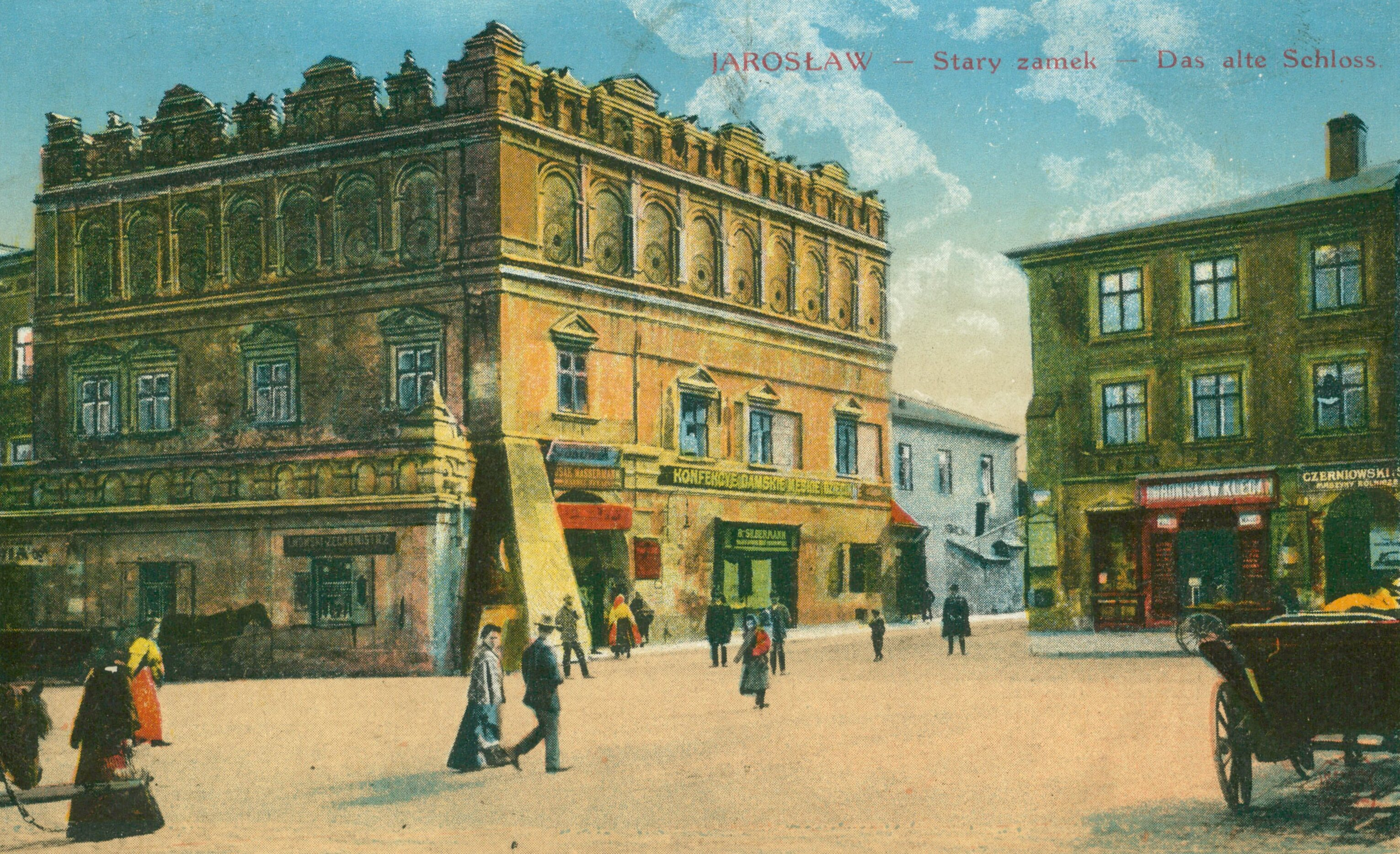
Kamienica Orsettich, pocztówka z 1915 roku
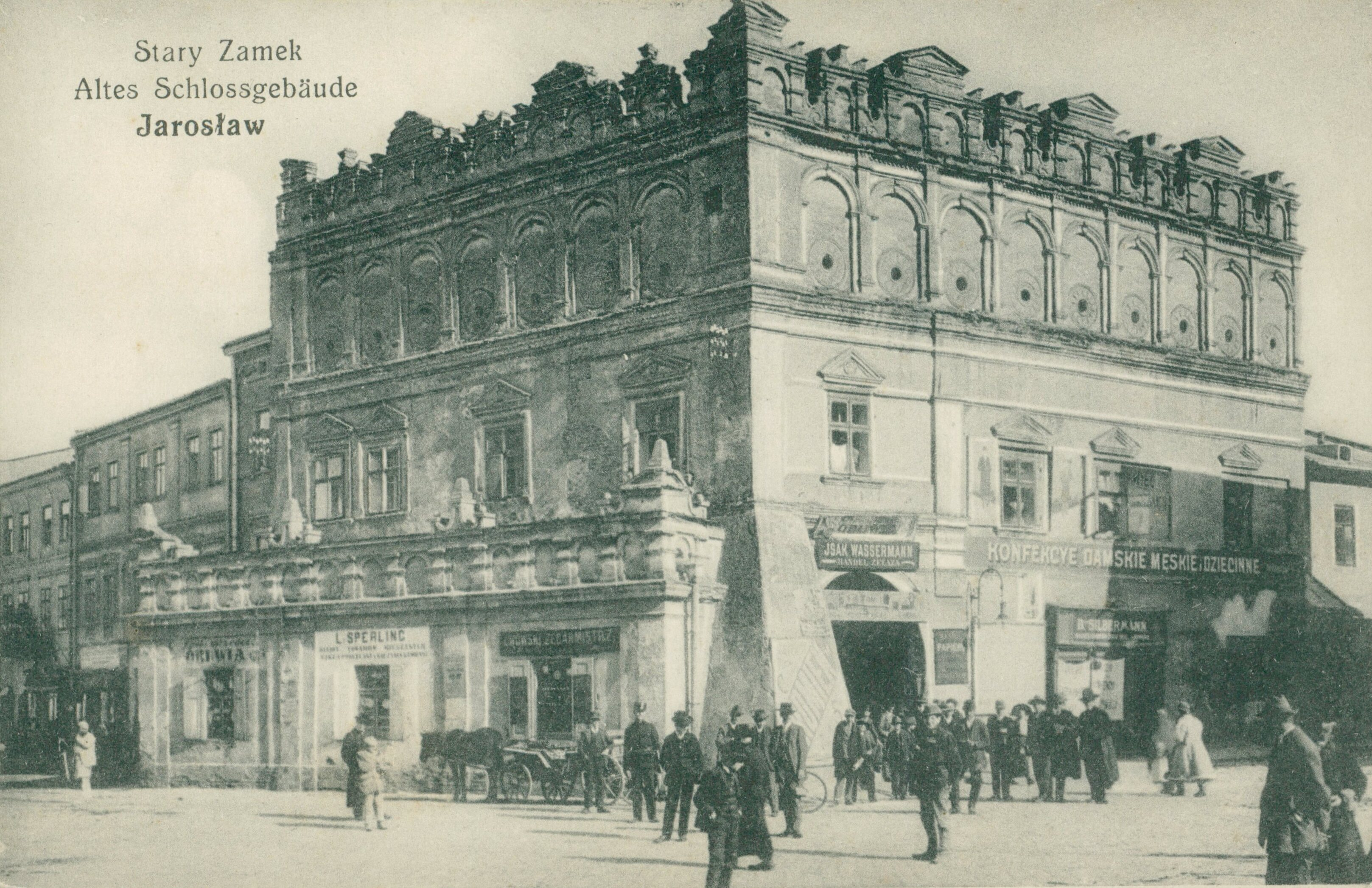
Kamienica Orsettich, pocztówka z 1913 roku
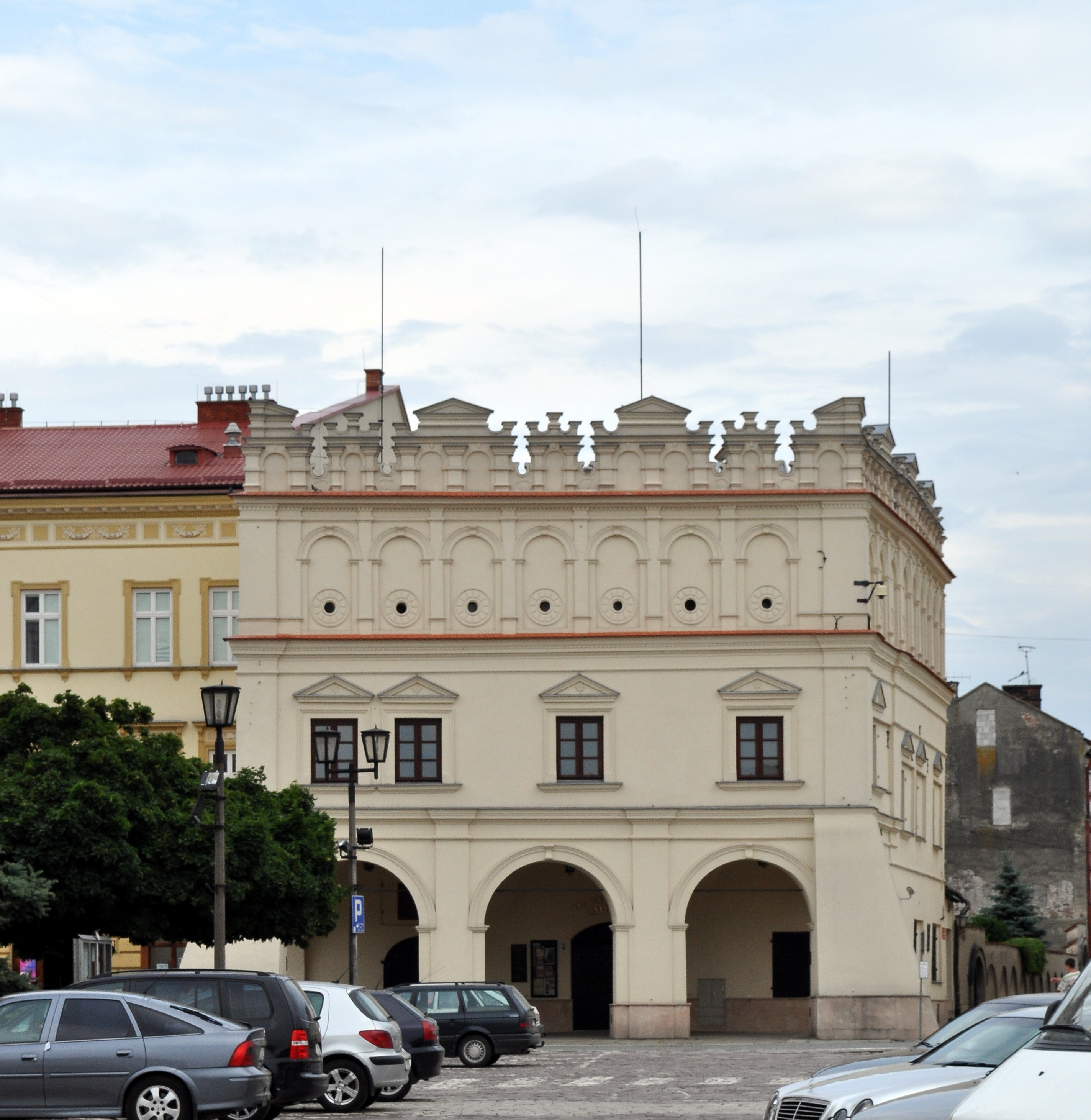
Kamienica Orsettich
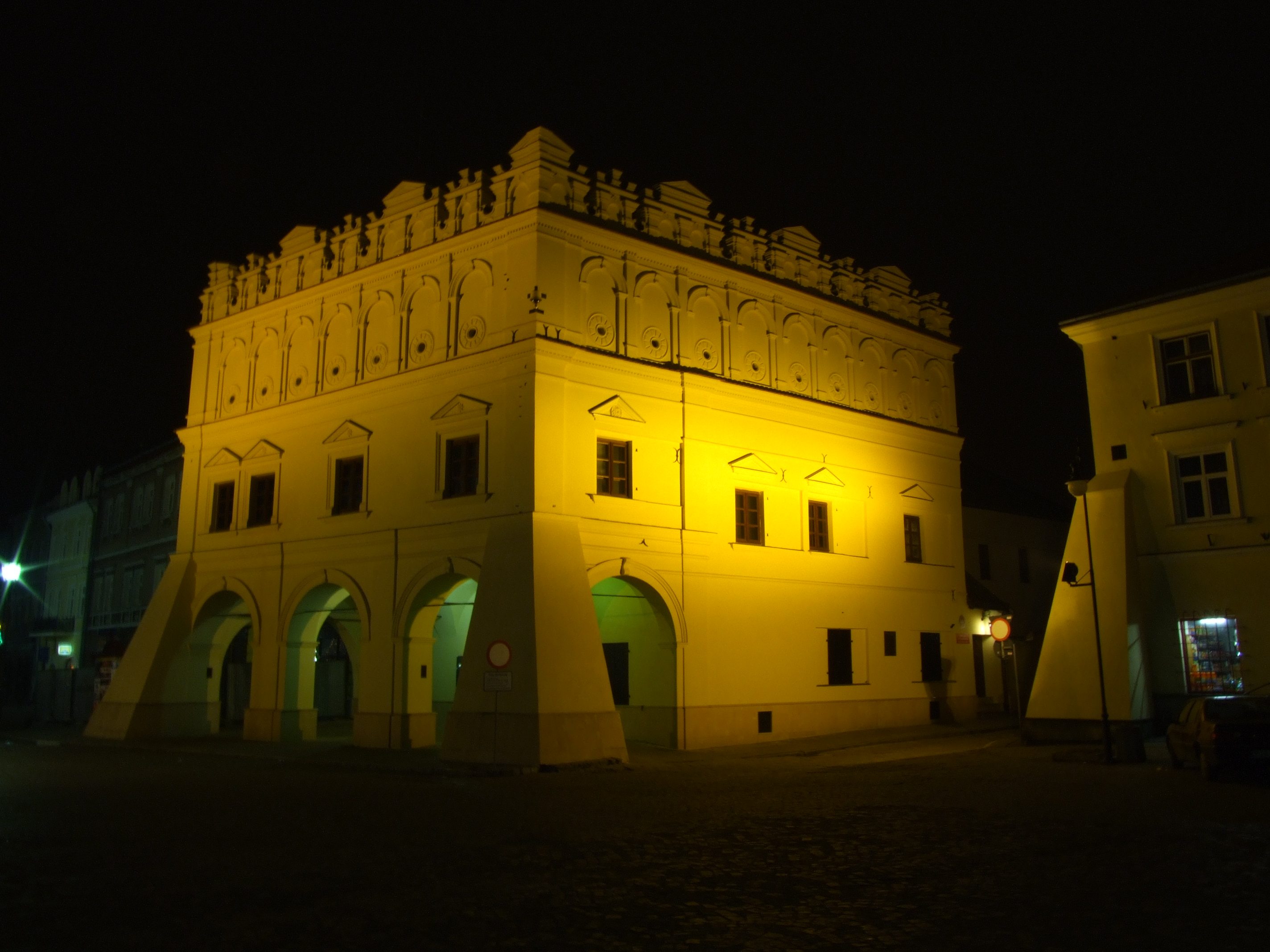
Kamienica Orsettich nocą
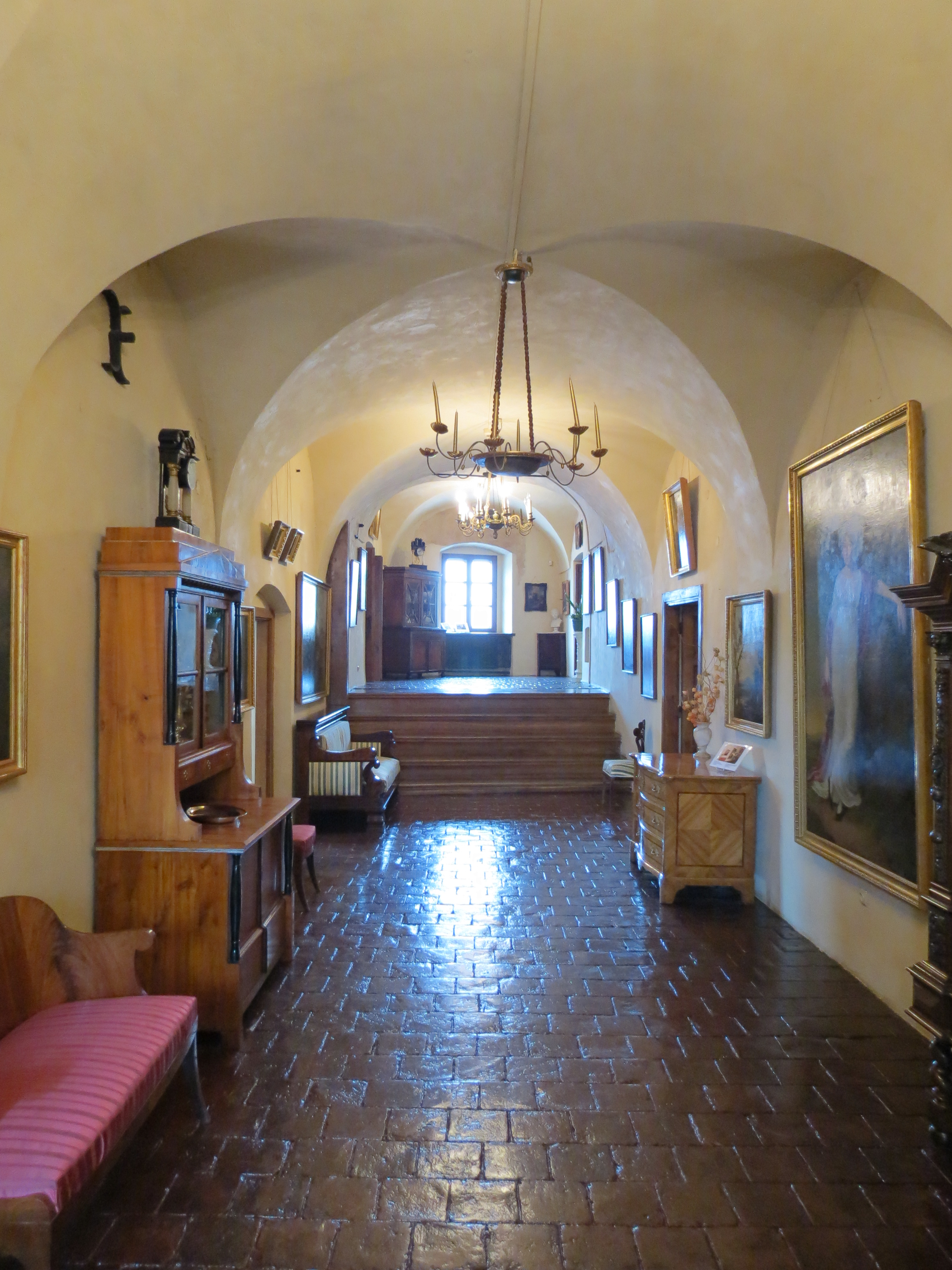
Archiwalne wnętrza muzeum
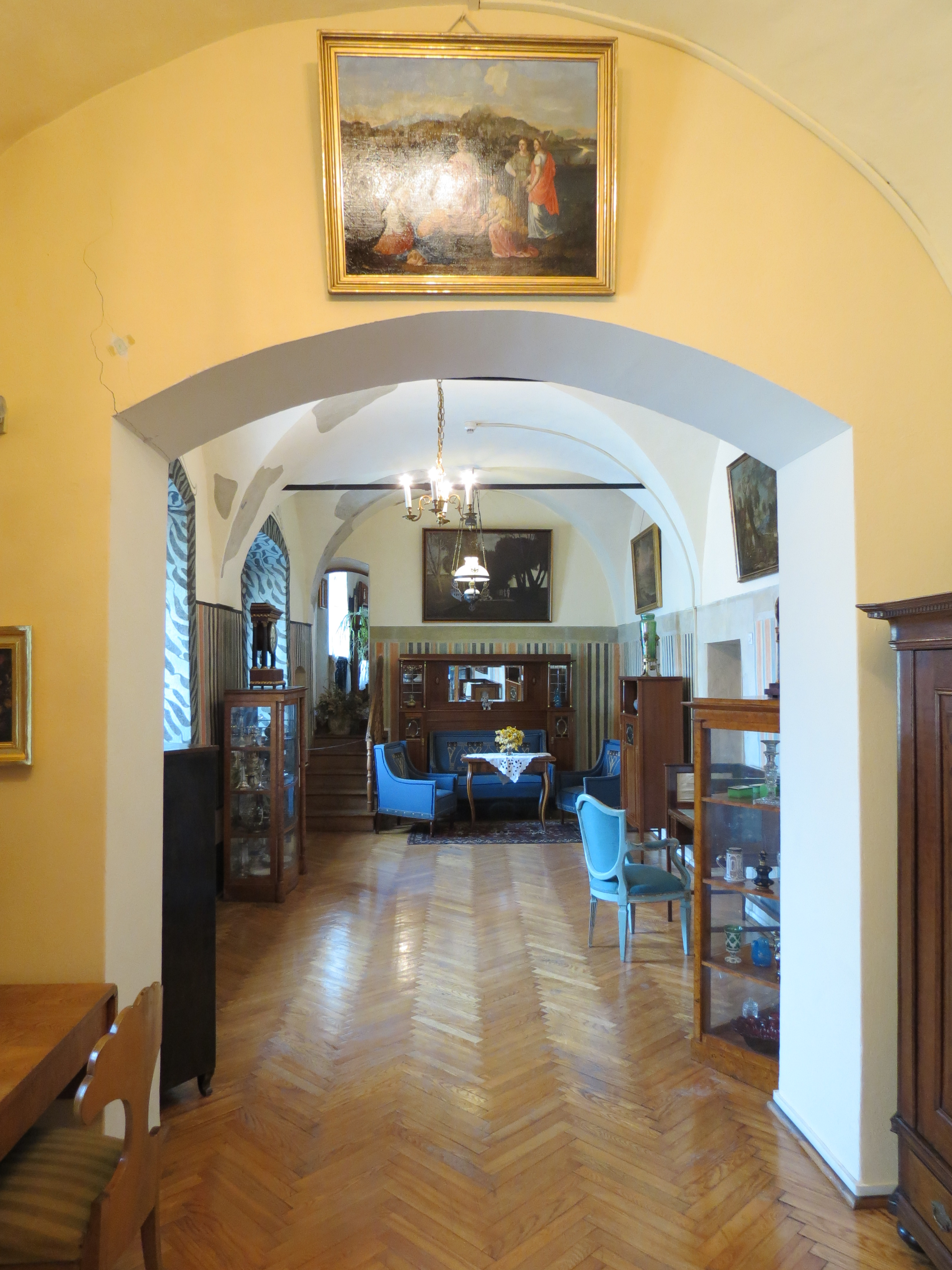
Archiwalne wnętrza muzeum
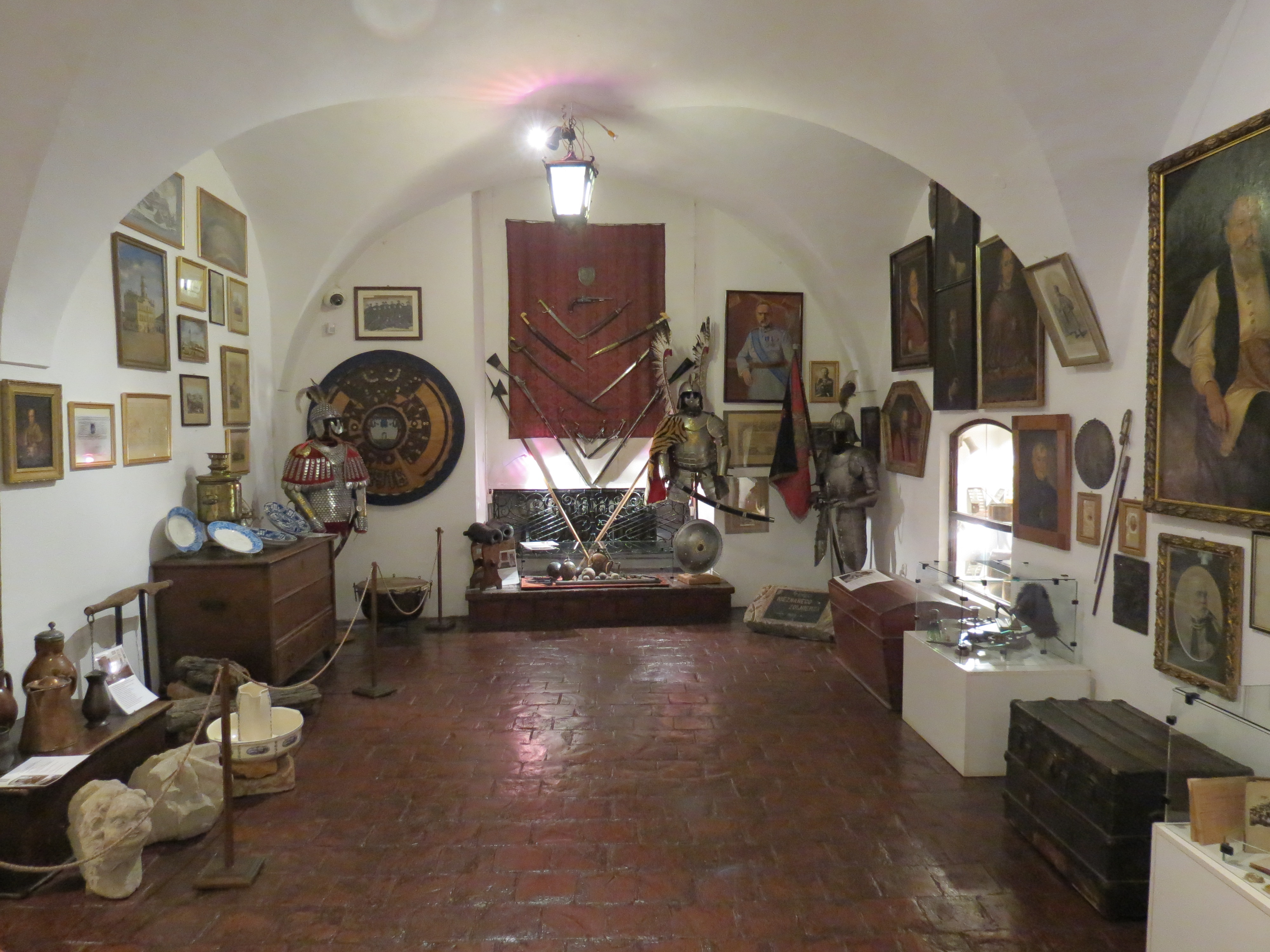
Archiwalne wnętrza muzeum
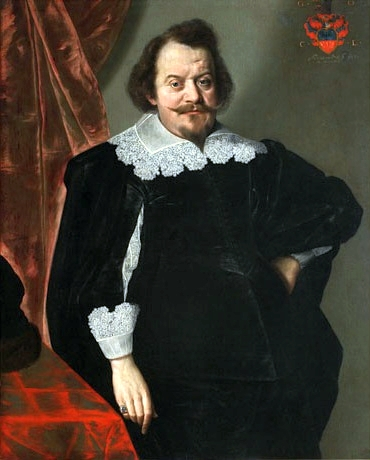
Wilhelm Orsetti – najbardziej znany właściciel kamienicy Orsettich
Ekspozycja muzealna w jednej z sal na II piętrze jarosławskiego ratusza, 1934 r. Fot. ks. Mieczysław Kociubiński.
Ekspozycja muzealna w sali lustrzanej kamienicy Attavantich w Jarosławiu, 1938-1939 r.
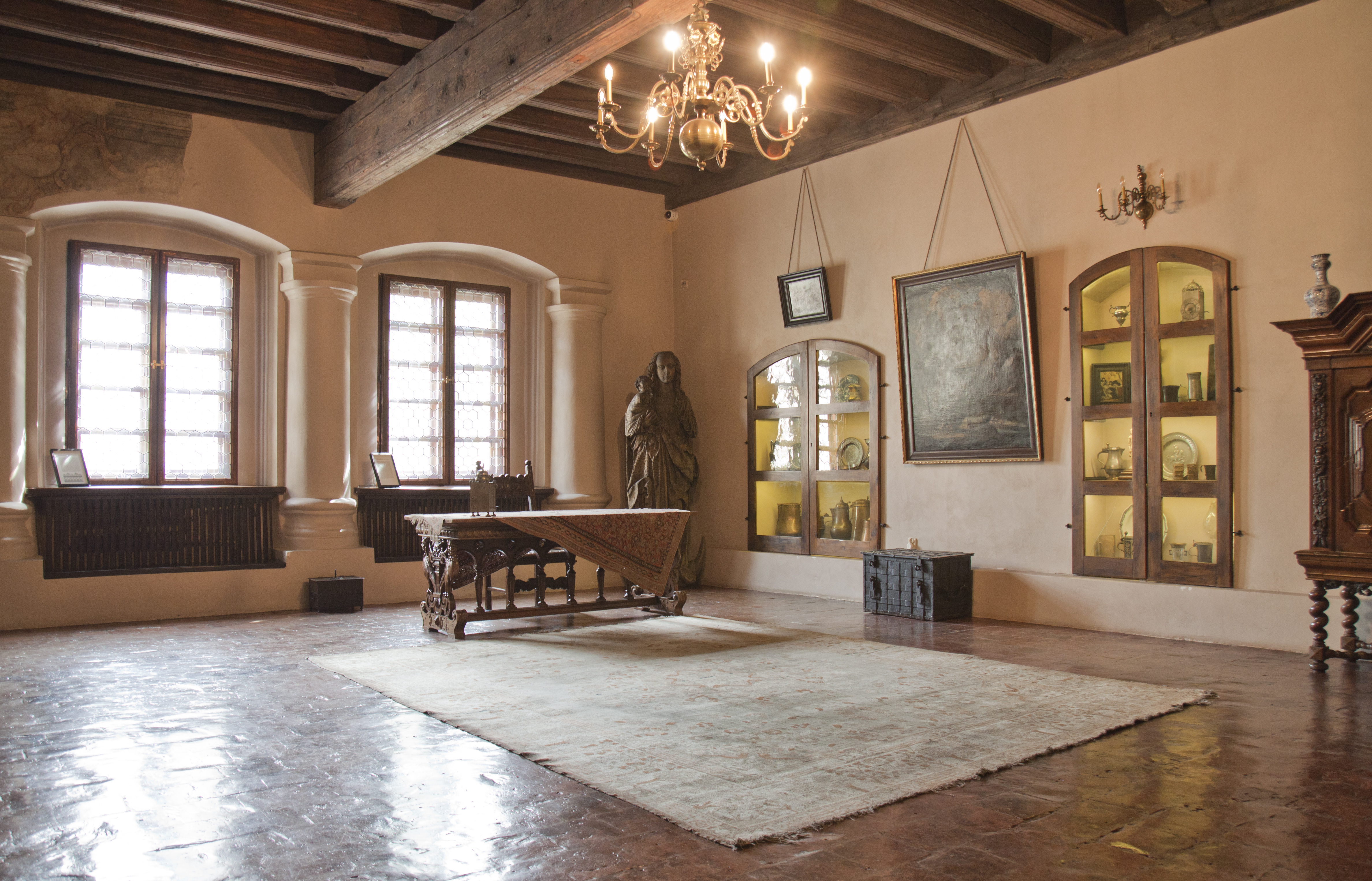
Wielka Izba – stan na 2022 r.
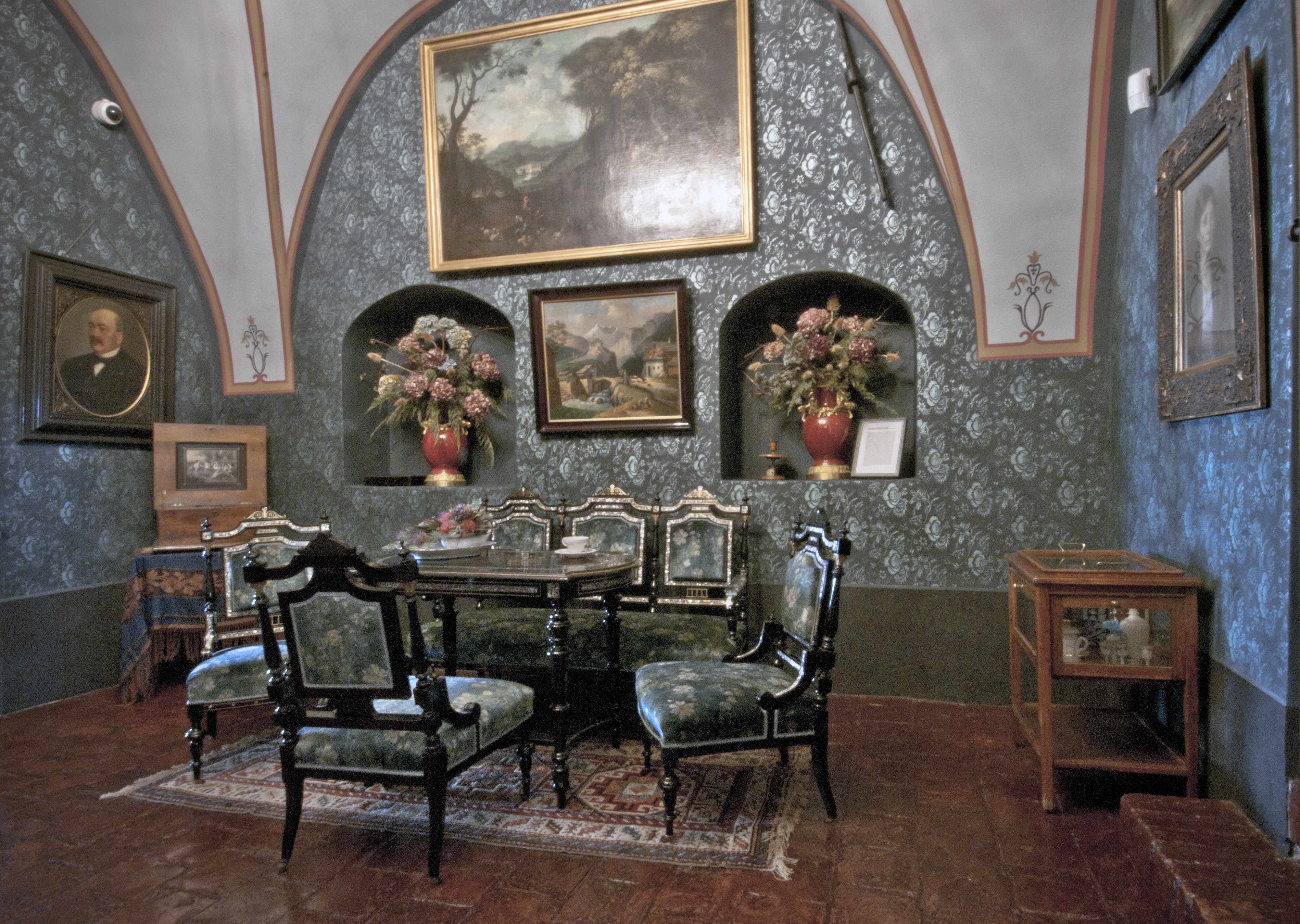
Salonik eklektyczny – stan na 2022 r.
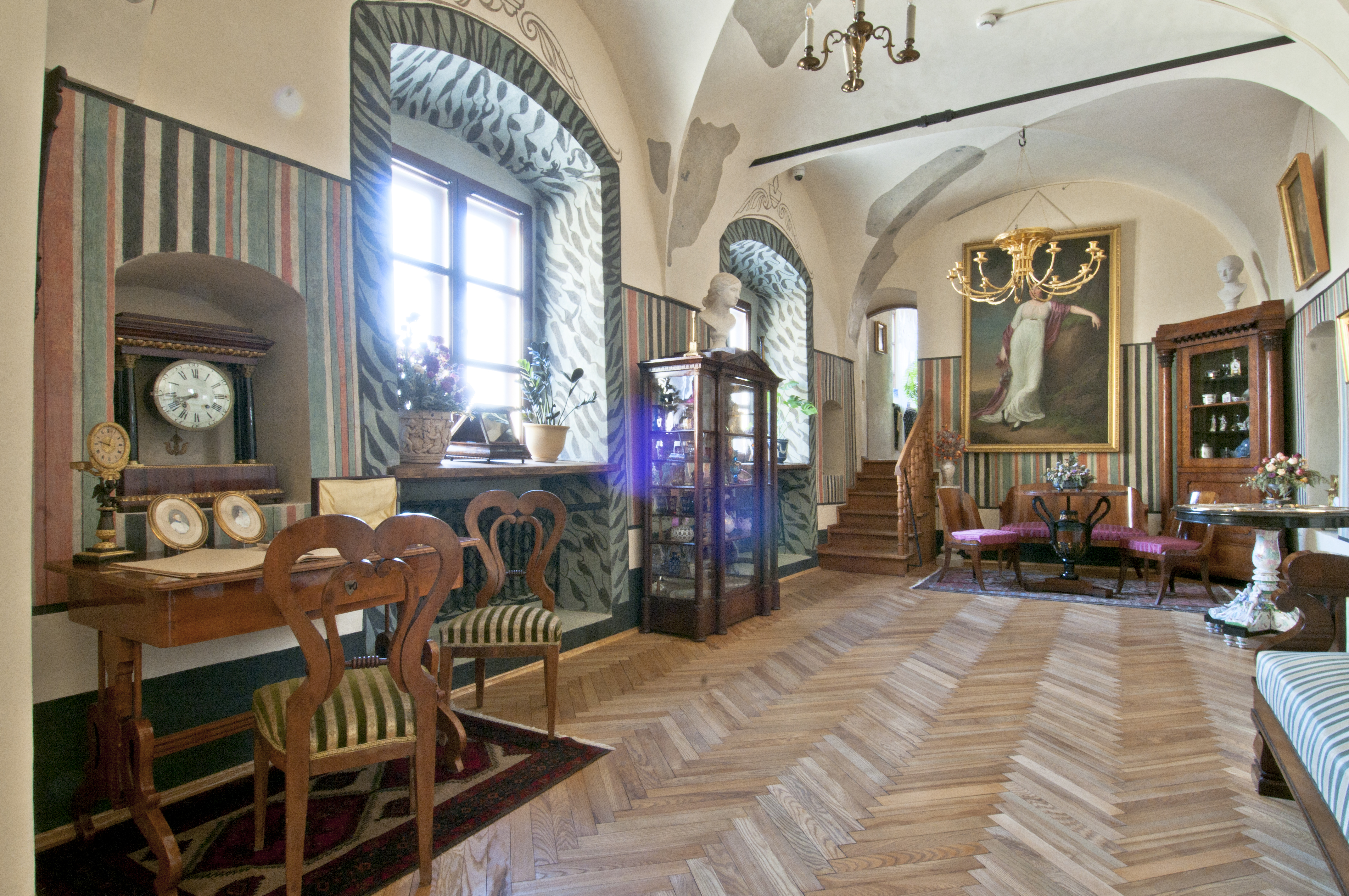
Duży Pokój w Paski – stan na 2022 r.
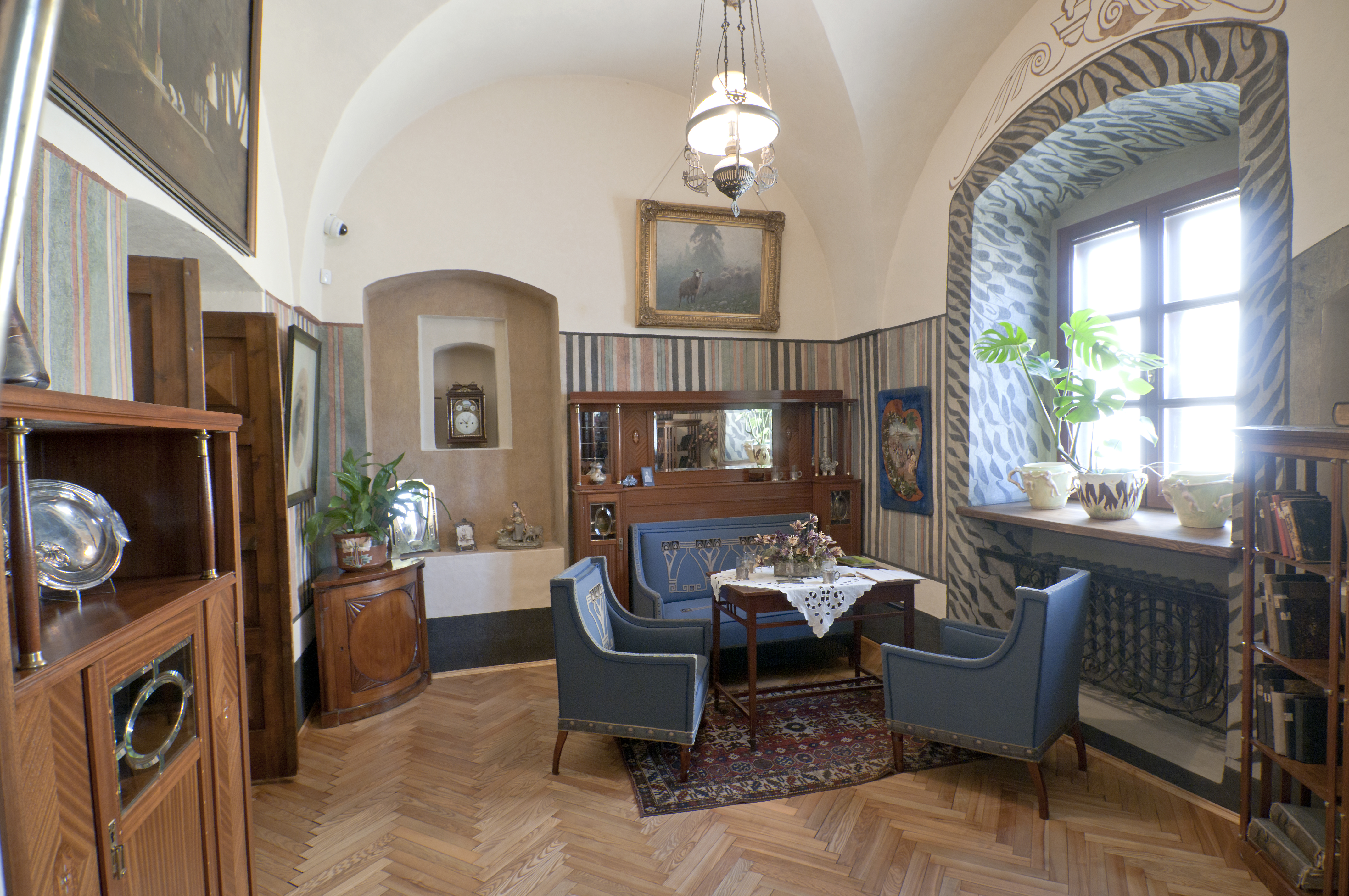
Salonik secesyjny – stan na 2022 r.

## Literatura
- Anna Łuka 80 lat Muzeum w Jarosławiu (1925-2005), Jarosław 2005
- Krystyna Kieferling, Zofia Kostka-Bieńkowska 90 lat muzeum w Jarosławiu, Jarosław 2015
- Zdzisław Paszyński W kręgu doktora Kazimierza Gottfrieda, Jarosław 2013